# مفاعل ميتسوبيشي المتقدم بالماء المضغوط
مفاعل ميتسوبيشي المتطور بالماء المضغوط هو تصميم مفاعل نووي من الجيل الثالث طورته شركة ميتسوبيشي للصناعات الثقيلة استنادا إلى تقنية مفاعل الماء المضغوط.

## المميزات
يتميز المفاعل بالعديد من التحسينات في التصميم بما في ذلك عاكس النيوترون والكفاءة المحسنة وأنظمة السلامة وحاليا قيد الإنشاء.